# 小野木里奈
小野木 里奈（おのぎ りな、1995年2月5日 - ）は、日本の女優。東京都出身。成蹊大学法学部政治学科卒業。シグマ・セブンフェイス所属。かつてはソニー・ミュージックアーティスツに所属していた。

## 略歴
1995年、東京都に生まれる。3歳からクラシックバレエ、6歳から油絵を習い、小学6年生からフラメンコを始める。
2009年、SMAティーンズオーディションHUA HUA 優秀賞受賞。11月に同事務所所属。
2010年、5月初仕事。

## 人物
- 趣味はスポーツ全般、主に陸上競技。読書も好きで5冊並行読みもしていた[3]。また、両親の影響でバイクにも興味を持ち、大型自動二輪免許も取得した[4]愛車はスーパーカブ110。
- 特技はフラメンコ。父親がボクシング経験者であった影響で日本ボクシングコミッションC級ボクサーライセンスも取得した[5][6]。
- 得意な教科は英語、日本史、体育[3]。
- 好きな漫画・アニメ作品は、『犬夜叉』、『名探偵コナン』など[3]。
- 目標の女優として、石原さとみ、天海祐希、綾瀬はるか、柴咲コウ、新垣結衣、倉科カナ、北乃きい、吉高由里子、戸田恵梨香、多部未華子を挙げている[3]。

## 出演

### テレビドラマ
- プロゴルファー花 最終話（2010年7月8日、読売テレビ） - ギャラリーの女性 役
- 3年B組金八先生ファイナル〜「最後の贈る言葉」4時間SP（2011年3月27日、TBS） - 3B生徒・大蔵彩 役
- 学校のカイダン（2015年1月10日 - 3月14日、日本テレビ） - 星崎かれん 役
- 図書館戦争 ブック・オブ・メモリーズ（2015年10月5日、TBS）
- 女子グルメバーガー部 第10話（2020年9月11日、テレビ東京）
- 夜、駆ける。あの一杯まで。第2話（2022年3月15日、テレビ東京）[7]
- しもべえ 第7話（2022年3月25日、NHK総合）- 看護師 役
- あのクズを殴ってやりたいんだ 第1話・最終話（2024年10月8日・12月10日、TBS） - 篠塚みずほ 役[8]

### テレビ番組
- NHK高校講座・家庭総合（2011年4月4日 - 2014年2月27日、NHK教育） - レギュラー出演
- 大人のバイク時間 MOTORISE（2023年5月7日 -、BS11）- MOTORISEファミリー

### 配信番組
- ABEMAボクシングチャンネル（2023年8月24日 - 、ABEMA） - ゲスト解説

### 舞台
- オサエロ（2011年8月3日 - 7日、エアースタジオ）※初舞台出演
- 時空警察ヴェッカーχ ノエルサンドレ（2011年11月2日 - 6日、荻窪かいホール） - 紫堂涼子 役
- PRIDE（2012年1月18日 - 23日、エアースタジオ） - 小沢彩 役
- ハムレッツ!!〜To be or Not to be〜（2012年4月10日 - 15日、シアターグリーン） - 未来 役
- Hi-School（2012年5月2日 - 6日、ワーサルシアター八幡山） - エリ子 役
- Dance atendance upon you（2012年12月19日 - 23日、シアターグリーン） - ヒデ（少年） 役
- Legend〜風のなかの塵〜（2013年1月23日 - 28日、エアースタジオ） - はるか 役
- レディ・ゴー!（2017年4月29日 - 5月7日、ワーサルシアター八幡山） - 西岡千奈 役

### 映画
- リュウグウノツカイ（2014年、slashTokyo） - 宮本けい 役
- 東京バタフライ（2020年、スターダストピクチャーズ）
- レッドシューズ（2022年、スターダストピクチャーズ）[9] - 芹沢なつみ 役
- レディ加賀（2024年、アークエンタテインメント） - 七尾桜子 役

### オリジナルビデオ
- ほんとうにあった怖い話 第十八夜「自分の証明」（2011年2月4日、ブロードウェイ） - 主演・洋子 役

### CM
- 第一生命 「一生涯のパートナー 2つのぬいぐるみ」篇（2015年 - ）
- ゼンリン「地図ナビ」（2023年 - ）

### その他
- Little Glee Monster「ギュッと」〜きっとキュンとなる7分間〜 ショートムービー